# Clavicollis ragusae
Clavicollis ragusae là một loài bọ cánh cứng trong họ Anthicidae. Loài này được Pic miêu tả khoa học năm 1898.